# Horsham District
Horsham ist ein District in der Grafschaft West Sussex in England. Verwaltungssitz ist die Stadt Horsham; weitere bedeutende Orte sind Billingshurst, Broadbridge Heath, North Horsham, Pulborough, Southwater, Steyning, Thakeham und Washington.
Der Bezirk wurde am 1. April 1974 gebildet und entstand aus der Fusion des Urban District Horsham und der Rural Districts Chanctonbury und Horsham.